# Drogone (maggiordomo di palazzo)
Drogone (730 circa – dopo il 762) è stato un nobile franco della dinastia dei pipinidi e il figlio maggiore di Carlomanno, maestro/maggiordomo dl palazzo d'Austrasia, sotto il re merovingio Childerico III.
Succedette all'ufficio di suo padre nel 747, ma fu presto rimosso dal potere da suo zio, Pipino III, il maestro di palazzo in Neustria. Resistette all'acquisizione di suo zio, ma nel 753 fu catturato e costretto a diventare monaco.

## Maestro di palazzo in Austrasia, 747–751 circa
Sembra che Carlomanno abbia chiamato suo figlio come suo zio, il duca Drogone di Champagne, il figlio maggiore di Pipino di Herstal. Il nome della madre di Drogone non è noto. Era maggiorenne quando fu testimone di un documento emesso da suo padre nell'agosto 747. All'epoca Drogone era l'erede sia di suo padre che di suo zio Pipino III. Intorno a ottobre di quell'anno, suo padre abdicò dalla carica di maestro di palazzo, e andò in pellegrinaggio a Roma, per poi entrare nel monastero di Montecassino. 
Drogone succedette a suo padre in Austrasia, detenendo il potere sull'Alemannia e Turingia. Questo fatto è stato oscurato dai cronisti successivi, come Eginardo e il compilatore anonimo degli Annali di Metz, nessuno dei quali menziona Drogone. Essi cercarono di creare un albero genealogico semplificato dei pipinidi in modo da far sembrare più forte la posizione di Pipino III, fondatore della dinastia carolingia. All'epoca in cui Carlomanno era partito per il suo pellegrinaggio, la posizione di Drogone doveva essere, invece, piuttosto salda. La cronaca di Fredegar afferma, in modo fuorviante, che Carlomanno affidò sia l'Austrasia che Drogone alle cure di Pipino. 
La principale prova che Drogone era effettivamente succeduto nell'ufficio di suo padre è una breve lettera anonima conservata nella raccolta delle lettere di san Bonifacio. Il mittente chiede a un certo Andhemus «se [Bonifacio] è andato al sinodo del duca delle province occidentali [Pipino] o al figlio di Carlomanno [Drogone]». Non si conosce alcuna risposta alla lettera, ma si sa che Bonifacio si schierò dalla parte di Pipino. Lo storico Roger Collins osserva che, data una scelta, nel 747, tra Pipino e suo nipote, Bonifacio avrebbe favorito l'esperto sovrano occidentale rispetto al giovane e inesperto orientale, scelta guidata da un senso pragmatico. 
Non è noto per quanto tempo Drogone abbia esercitato l'ufficio di maestro d'Austrasia. La nascita di un figlio, Carlo,  il 2 aprile 748 sembra aver sostanzialmente modificato il rapporto tra Drogone e Pipino. Poco dopo Pipino liberò suo fratello minore Grifone, che era stato imprigionato per essersi ribellato a Carlomanno. Ciò è stato probabilmente fatto con un occhio alla destabilizzazione del governo di Drogone. 

## In opposizione a Pipino III, 751–753
Nel 751 la posizione di Pipino era abbastanza forte da ottenere il sostegno papale per l'assunzione del regno. Childerico III fu deposto e Pipino incoronato al suo posto. Drogone mantenne un'«energica resistenza» contro suo zio fino al 753. In quell'anno, papa Stefano II scrisse ai nobili franchi ordinando loro di sostenere Pipino e venne persino in Francia per dare il suo sostegno. Carlomanno lo seguì, anche se per quale scopo non è chiaro. Lo storico Matthias Becher sostiene che Carlomanno stava cercando di salvare la posizione di Drogone. Fu detenuto per ordine di Pipino, si ammalò e morì in Francia nel 755. 
Drogone fu catturato insieme a suo fratello minore (di cui non conosciamo il nome) nel tardo 753. I due furono tonsurati e messi in un monastero. La cattura di Drogone era sufficientemente importante per essere menzionata in tre annali carolingi: gli Annales Petaviani, gli Annali di Lorsch e gli Annali della Mosella. Nel 754 Stefano II unse Pipino, sua moglie Bertrada e i loro figli, Carlo e Carlomanno, dichiarando che d'ora in poi nessuno, tranne i discendenti di Pipino, avrebbe regnato sui Franchi. Ciò è stato forse possibile solo con l'eliminazione dei nipoti di Pipino come rivali. 
È possibile che Drogone in seguito abbia fatto pace con suo zio e sia stato rilasciato. Un Drogone è nominato come seguace (fidelis) di Pipino in un documento del 753 e come conte in un altro documento del 762. Come osserva Collins, «in seguito la storiografia [carolingia] tentò, con notevole successo, di oscurare» Drogone. Le moderne ricostruzioni della sua carriera devono «fare affidamento su molte congetture». 